# Claudiu Marin
Claudiu-Gabriel Marin (n. 23 august 1972, Munteni, România) este un fost canotor român, laureat cu argint la Barcelona 1992.
La Campionate Mondiale a obținut medalia de aur în 1996 la patru rame, medalia de argint în 1997 la 8+1 și medalia de 
bronz tot în 1997 la patru rame.